# Russeks

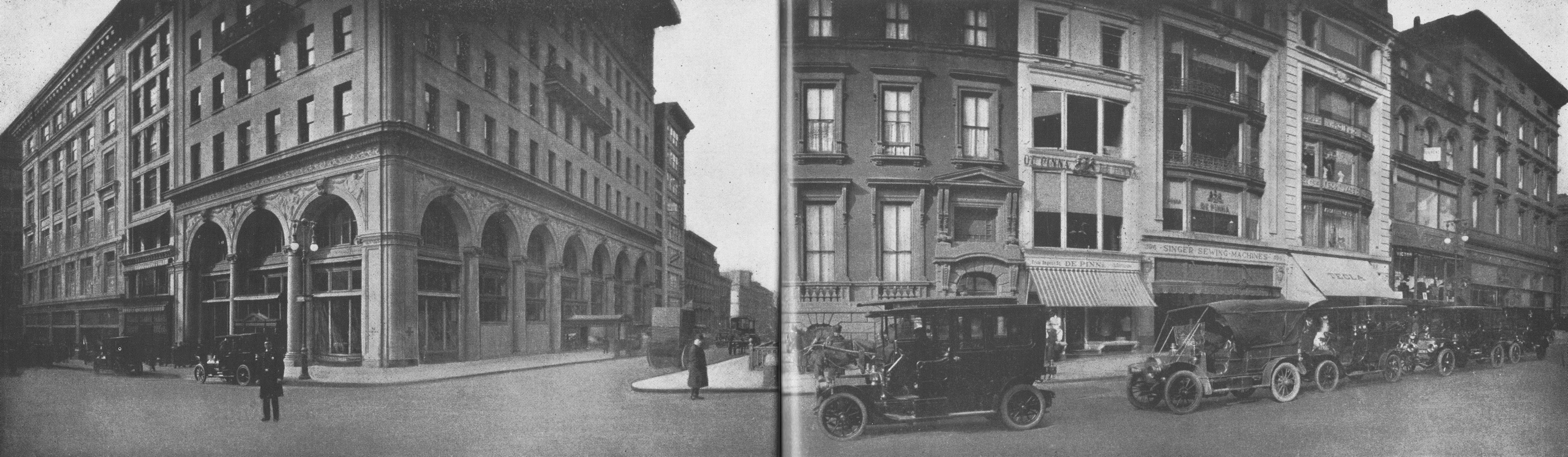
390 Fifth Avenue (links) in 1911 - de lagere verdiepingen werden veranderd nadat Russeks was verhuisd

Russeks was een warenhuis in Midtown Manhattan in New York, gevestigd aan 390 Fifth Avenue, op de kruising met West 36th Street.

## Geschiedenis
Het bedrijf werd opgericht door de broers Frank en Isidore H. Russek, en werd Russeks Fifth Avenue, Inc. genoemd.
Russeks begon als bontatelier in New York tijdens de vroege jaren 1900, en breidde later uit met luxe kleding en accessoires. In september 1924 werd een warenhuis geopend op de hoek Fifth Avenue 390 en West 36th Street. Dit pand was ontworpen door de architect Stanford White van McKim, Mead & White, en werd voltooid in 1904-1905. Het was oorspronkelijk bedoeld voor de Gorham Manufacturing Company.
In de jaren 1940 had Russeks tevens een warenhuis in Detroit.
In februari 1959 werd de sluiting van het warenhuis aan Fifth Avenue aangekondigd, na vijf jaar van verliezen. De onderneming zou wel verder gaan in de hotelbranche en met warenhuizen op de voorstedelijke locaties. In 1960 renoveerde de nieuwe eigenaar, Spear Securities, de buitenkant van de lagere verdiepingen.